# Чёрный пояс (регион)
Чёрный пояс (англ. Black Belt) — регион в юго-восточной части США, который характеризуется преобладанием афроамериканского населения вне городских агломераций. Чётких границ региона нет, но он приблизительно описывается как полоса, проходящая через центр Глубокого Юга с северо-востока на юго-запад.

## Определения

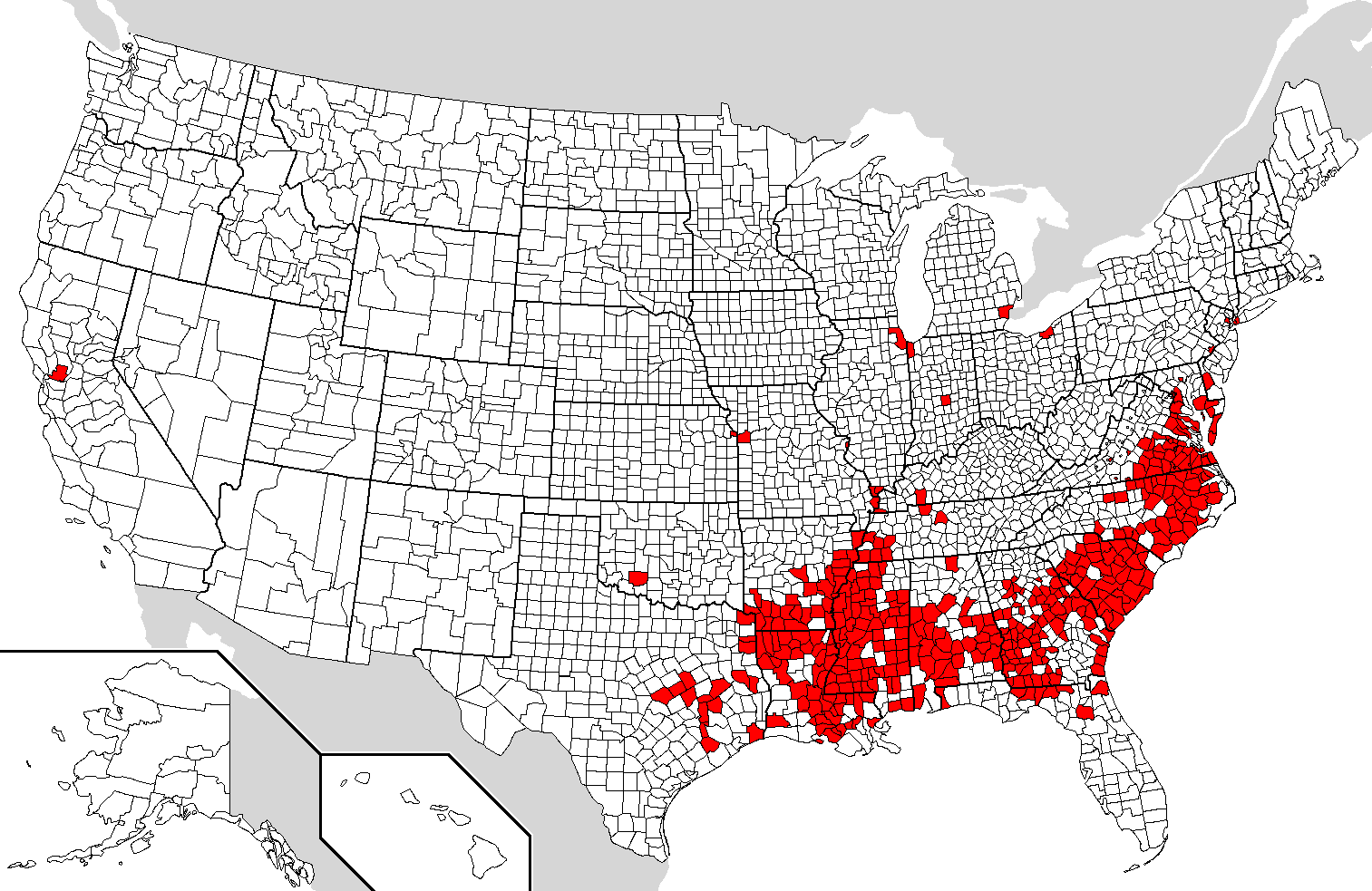
Округа с преобладанием афроамериканского населения (2000)

Самое известное определение Чёрного пояса дал в автобиографии под названием Up from Slavery (1901) афроамериканский общественный деятель Букер Т. Вашингтон.

Термин изначально использовался для обозначения части страны, которая определялась цветом почвы. Та часть страны, в которой почва была жирная, тёмная и богатая, была, конечно, той частью Юга, где рабы были наиболее выгодны, и туда их вследствие этого ввозили в наибольших количествах. Позже, в особенности, после войны, термин, похоже, используется исключительно в политическом смысле — то есть для того, чтоб обозначить округа, где чёрных больше, чем белых.
Оригинальный текст (англ.)The term was first used to designate a part of the country which was distinguished by the colour of the soil. The part of the country possessing this thick, dark, and naturally rich soil was, of course, the part of the South where the slaves were most profitable, and consequently they were taken there in the largest numbers. Later and especially since the war, the term seems to be used wholly in a political sense — that is, to designate the counties where the black people outnumber the white.
— Букер Т. Вашингтон
Если принять это определение, то в современности Чёрный пояс состоит (согласно переписи населения США 2000 года) из 95 округов, в которых афроамериканское население превышает 50 %. Другие источники называют число в примерно 200 округов.
Чёрный пояс вытянут с северо-востока на юго-запад — от Делавэра и Виргинии до Восточного Техаса.